# Pavel Soukeník
Pavel Soukeník (15. listopadu 1962 Nivnice – 17. prosince 1988 Bučovice) byl československý sportovní střelec a zasloužilý mistr sportu.
Začínal s řecko-římským zápasem poté ale ještě na základní škole začal střílet ze vzduchovky. Byl členem RH Plzeň.
Na Letních olympijských hrách 1988 skončil nejlépe na čtvrtém místě v libovolné malorážce vleže. Na evropských a světových šampionátech získal několik medailí. V letech 1986–1988 získal ve světovém poháru 3 zlaté, 3 stříbrné a 2 bronzové medaile.
S manželkou Janou, která je grafička, měli dceru Vandu. Zemřel při automobilové nehodě na silnici na okraji Bučovic. V roce 2012 mu v rodné Nivnici odhalili pamětní desku.